# Marquefave
Marquefave est une commune française située dans le centre du département de la Haute-Garonne, en région Occitanie.
Sur le plan historique et culturel, la commune est dans le Volvestre, constitué des vallées de l'Arize et du Volp, proche de la vallée de la Garonne, situé au sud de Toulouse et en partie nord du Couserans. Exposée à un climat océanique altéré, elle est drainée par la Garonne, l'Aunat, le Eaudonne, le ruisseau du Rabé et par divers autres petits cours d'eau. La commune possède un patrimoine naturel remarquable : un site Natura 2000 (« Garonne, Ariège, Hers, Salat, Pique et Neste »), un espace protégé (« la Garonne, l'Ariège, l'Hers Vif et le Salat ») et trois zones naturelles d'intérêt écologique, faunistique et floristique.
Marquefave est une commune rurale qui compte 976 habitants en 2022, après avoir connu une forte hausse de la population depuis 1975. Elle appartient à l'unité urbaine de Carbonne et fait partie de l'aire d'attraction de Toulouse. Ses habitants sont appelés les Marquefavais ou  Marquefavaises.

## Géographie

### Localisation
La commune de Marquefave se trouve dans le département de la Haute-Garonne, en région Occitanie.
Elle se situe à 36 km à vol d'oiseau de Toulouse, préfecture du département, à 17 km de Muret, sous-préfecture, et à 19 km d'Auterive, bureau centralisateur du canton d'Auterive dont dépend la commune depuis 2015 pour les élections départementales.
La commune fait en outre partie du bassin de vie de Carbonne.
Les communes les plus proches sont : 
Capens (2,4 km), Carbonne (3,1 km), Lacaugne (3,9 km), Longages (4,2 km), Noé (4,7 km), Montgazin (4,8 km), Montaut (5,6 km), Peyssies (5,6 km).
Sur le plan historique et culturel, Marquefave fait partie du Volvestre, constitué des vallées de l'Arize et du Volp, proche de la vallée de la Garonne, situé au sud de Toulouse et en partie nord du Couserans.
Marquefave est limitrophe de cinq autres communes.
Les communes limitrophes sont Capens, Carbonne, Lacaugne, Montaut et Montgazin.
|          | Capens     | Montaut   |
| Carbonne | Marquefave | Montgazin |
|          | Lacaugne   |           |

### Géologie et relief
La commune est établie sur la première terrasse de la Garonne dans sa partie rive gauche et sa rive droite est surplombée par un talus abrupt qui entaille profondément la molasse de l’ère tertiaire.
La superficie de la commune de Marquefave est de 1 892 hectares ; son altitude varie de 175  à   323 mètres.

### Hydrographie

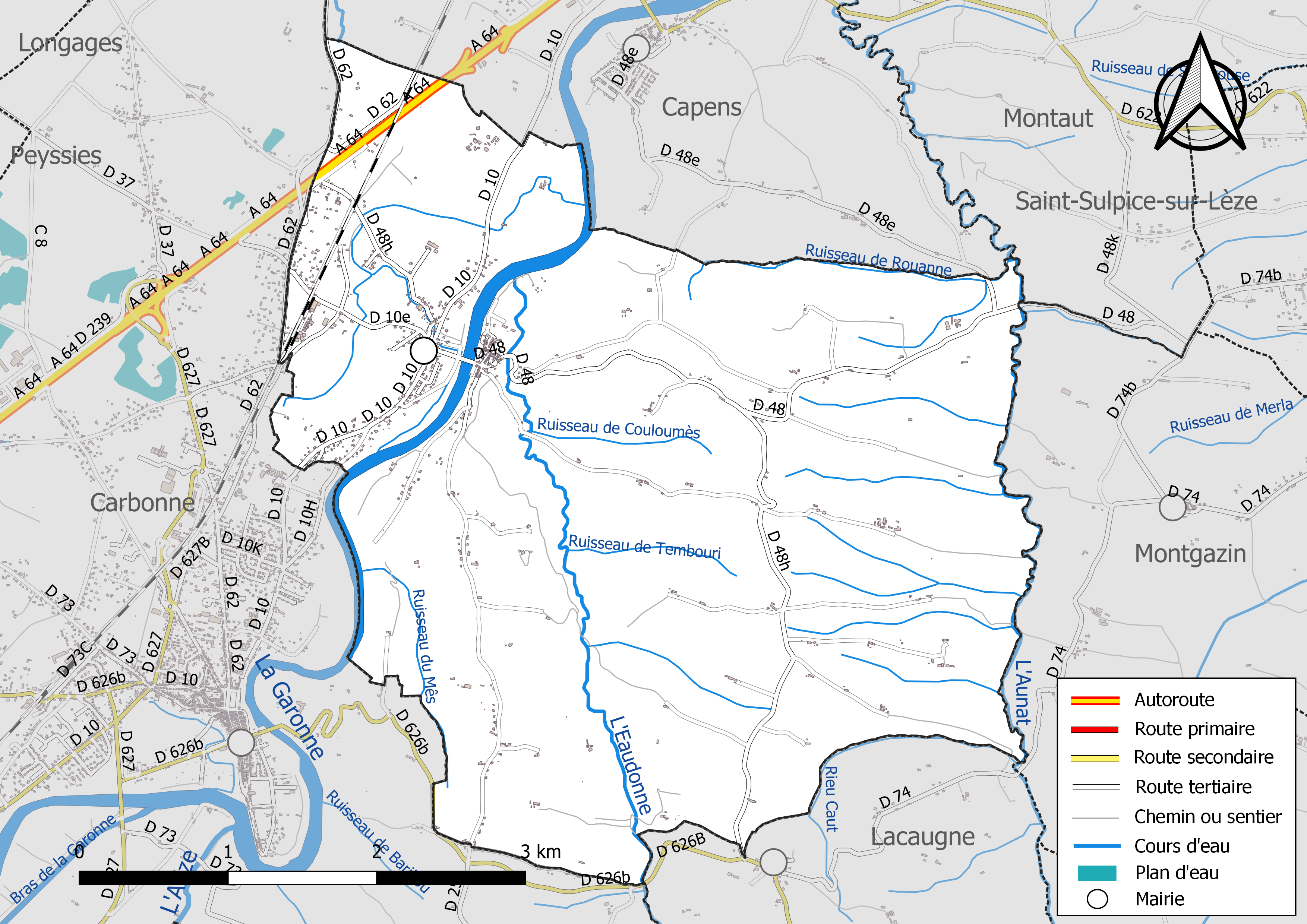
Réseaux hydrographique et routier de Marquefave.

La commune est dans le bassin de la Garonne, au sein du bassin hydrographique Adour-Garonne. Elle est drainée par la Garonne, l'Aunat, l'Eaudonne, le ruisseau du Rabé, Rieu Caut, le ruisseau de Couloumès, le ruisseau de Mourguère, le ruisseau de Rouanne, le ruisseau de Tembouri, le ruisseau du Mês et par divers petits cours d'eau, constituant un réseau hydrographique de 33 km de longueur totale,.
La Garonne est un fleuve principalement français prenant sa source en Espagne et qui coule sur 529 km avant de se jeter dans l’océan Atlantique.
L'Aunat, d'une longueur totale de 21,7 km, prend sa source dans la commune de Sieuras (09) et s'écoule vers le nord. Il traverse la commune et se jette dans la Garonne à Montaut, après avoir traversé 13 communes.
L'Eaudonne, d'une longueur totale de 10,8 km, prend sa source dans la commune de Latrape et s'écoule vers le nord. Il se jette dans la Garonne sur le territoire communal, après avoir traversé 5 communes.
Le ruisseau du Rabé, d'une longueur totale de 10,3 km, prend sa source dans la commune et s'écoule vers le nord. Il traverse la commune et se jette dans la Louge à Le Fauga, après avoir traversé 5 communes.

### Climat
Pour des articles plus généraux, voir Climat de l'Occitanie et Climat de la Haute-Garonne.
En 2010, le climat de la commune est de type climat du Bassin du Sud-Ouest, selon une étude s'appuyant sur une série de données couvrant la période 1971-2000. En 2020, Météo-France publie une typologie des climats de la France métropolitaine dans laquelle la commune est exposée à un climat océanique altéré et est dans la région climatique Aquitaine, Gascogne, caractérisée par une pluviométrie abondante au printemps, modérée en automne, un faible ensoleillement au printemps, un été chaud (19,5 °C), des vents faibles, des brouillards fréquents en automne et en hiver et des orages fréquents en été (15 à 20 jours).
Pour la période 1971-2000, la température annuelle moyenne est de 13 °C, avec une amplitude thermique annuelle de 15,5 °C. Le cumul annuel moyen de précipitations est de 779 mm, avec 9,7 jours de précipitations en janvier et 5,8 jours en juillet. Pour la période 1991-2020, la température moyenne annuelle observée sur la station météorologique la plus proche, située sur la commune de Lherm à 13 km à vol d'oiseau, est de 13,6 °C et le cumul annuel moyen de précipitations est de 620,4 mm,. Pour l'avenir, les paramètres climatiques de la commune estimés pour 2050 selon différents scénarios d'émission de gaz à effet de serre sont consultables sur un site dédié publié par Météo-France en novembre 2022.

### Milieux naturels et biodiversité

#### Espaces protégés
La protection réglementaire est le mode d’intervention le plus fort pour préserver des espaces naturels remarquables et leur biodiversité associée,.
Un  espace protégé est présent sur la commune : 
« la Garonne, l'Ariège, l'Hers Vif et le Salat », objet d'un arrêté de protection de biotope, d'une superficie de 1 658,7 ha.

#### Réseau Natura 2000

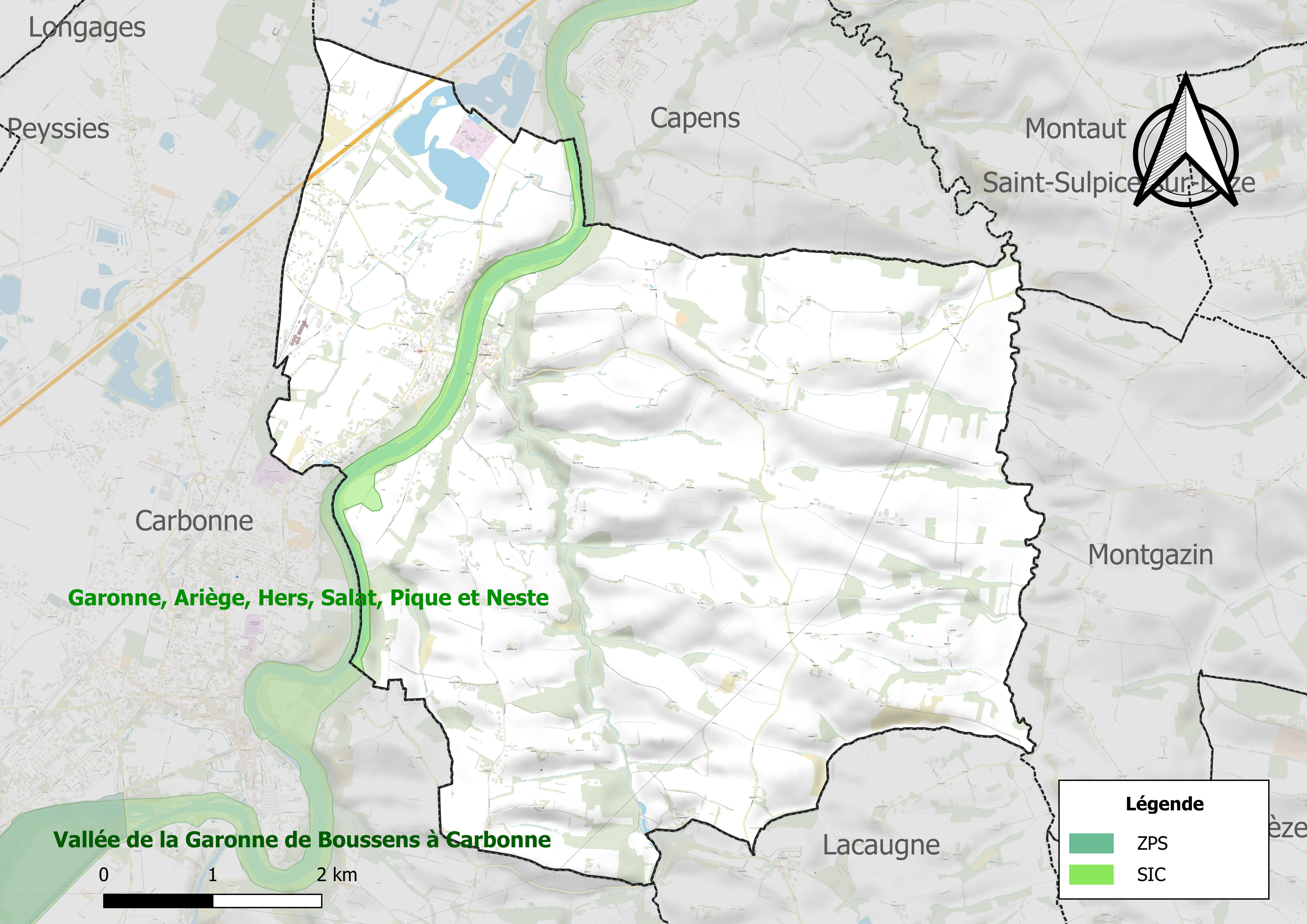
Site Natura 2000 sur le territoire communal.

Le réseau Natura 2000 est un réseau écologique européen de sites naturels d'intérêt écologique élaboré à partir des directives habitats et oiseaux, constitué de zones spéciales de conservation (ZSC) et de zones de protection spéciale (ZPS).
Un site Natura 2000 a été défini sur la commune au titre de la directive habitats : « Garonne, Ariège, Hers, Salat, Pique et Neste », d'une superficie de 9 581 ha, un réseau hydrographique pour les poissons migrateurs (zones de frayères actives et potentielles importantes pour le Saumon en particulier qui fait l'objet d'alevinages réguliers et dont des adultes atteignent déjà Foix sur l'Ariège.

#### Zones naturelles d'intérêt écologique, faunistique et floristique

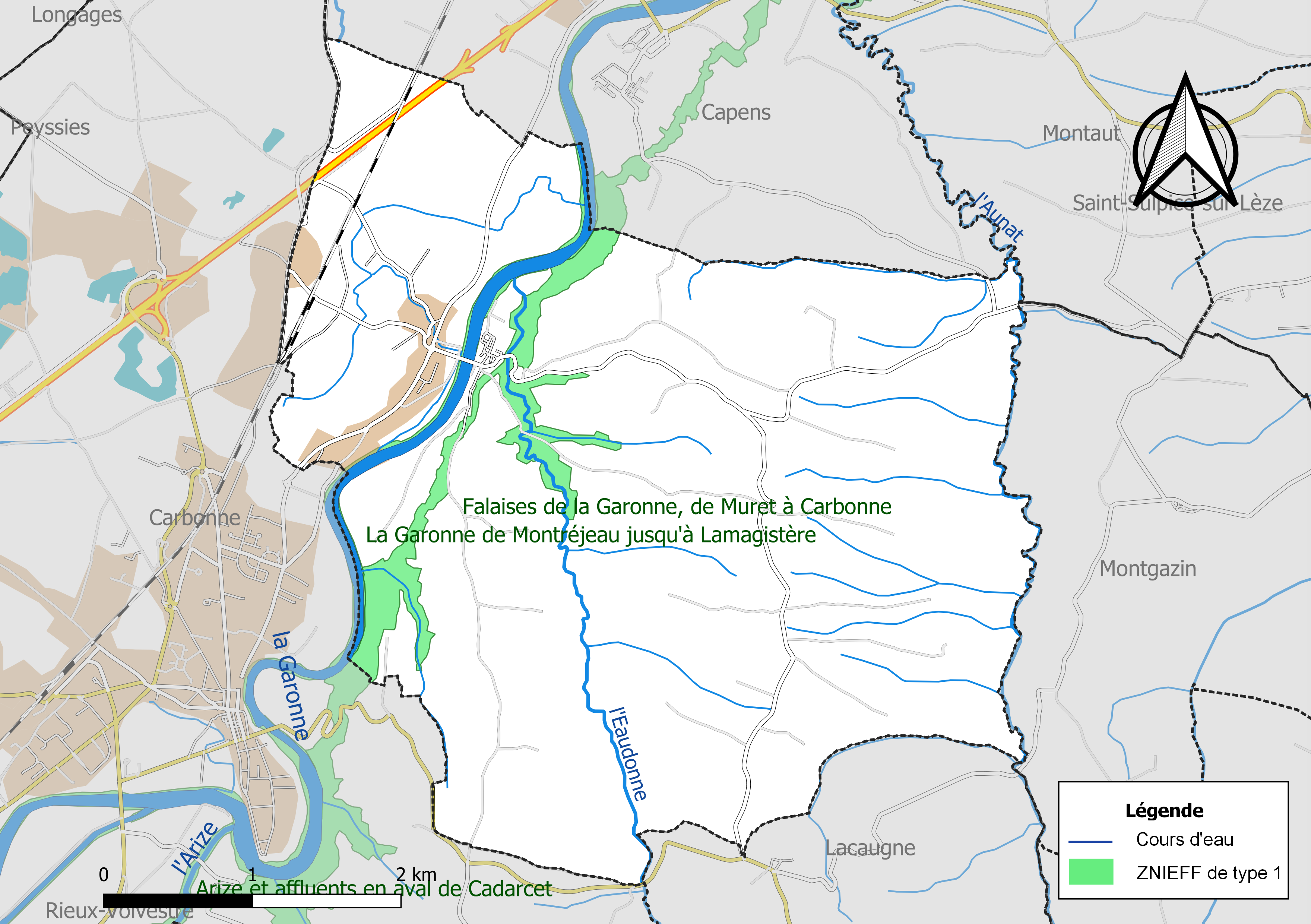
Carte des ZNIEFF de type 1 localisées sur la commune.

L’inventaire des zones naturelles d'intérêt écologique, faunistique et floristique (ZNIEFF) a pour objectif de réaliser une couverture des zones les plus intéressantes sur le plan écologique, essentiellement dans la perspective d’améliorer la connaissance du patrimoine naturel national et de fournir aux différents décideurs un outil d’aide à la prise en compte de l’environnement dans l’aménagement du territoire.
Deux ZNIEFF de type 1 sont recensées sur la commune :
les « falaises de la Garonne, de Muret à Carbonne » (525 ha), couvrant 8 communes du département et 
« la Garonne de Montréjeau jusqu'à Lamagistère » (5 075 ha), couvrant 92 communes dont 63 dans la Haute-Garonne, trois dans le Lot-et-Garonne et 26 dans le Tarn-et-Garonne
et une ZNIEFF de type 2, : 
« la Garonne et milieux riverains, en aval de Montréjeau » (6 874 ha), couvrant 93 communes dont 64 dans la Haute-Garonne, trois dans le Lot-et-Garonne et 26 dans le Tarn-et-Garonne.

## Urbanisme

### Typologie
Au 1er janvier 2024, Marquefave est catégorisée commune rurale à habitat dispersé, selon la nouvelle grille communale de densité à sept niveaux définie par l'Insee en 2022.
Elle appartient à l'unité urbaine de Carbonne, une agglomération intra-départementale regroupant deux  communes, dont elle est une commune de la banlieue,,. Par ailleurs la commune fait partie de l'aire d'attraction de Toulouse, dont elle est une commune de la couronne,. Cette aire, qui regroupe 527 communes, est catégorisée dans les aires de 700 000 habitants ou plus (hors Paris),.

### Occupation des sols
L'occupation des sols de la commune, telle qu'elle ressort de la base de données européenne d’occupation biophysique des sols Corine Land Cover (CLC), est marquée par l'importance des territoires agricoles (89 % en 2018), en diminution par rapport à 1990 (91,6 %). La répartition détaillée en 2018 est la suivante : 
terres arables (62,4 %), zones agricoles hétérogènes (23,6 %), forêts (6,5 %), prairies (3,1 %), zones urbanisées (2,8 %), eaux continentales (1,7 %). L'évolution de l’occupation des sols de la commune et de ses infrastructures peut être observée sur les différentes représentations cartographiques du territoire : la carte de Cassini (XVIIIe siècle), la carte d'état-major (1820-1866) et les cartes ou photos aériennes de l'IGN pour la période actuelle (1950 à aujourd'hui).

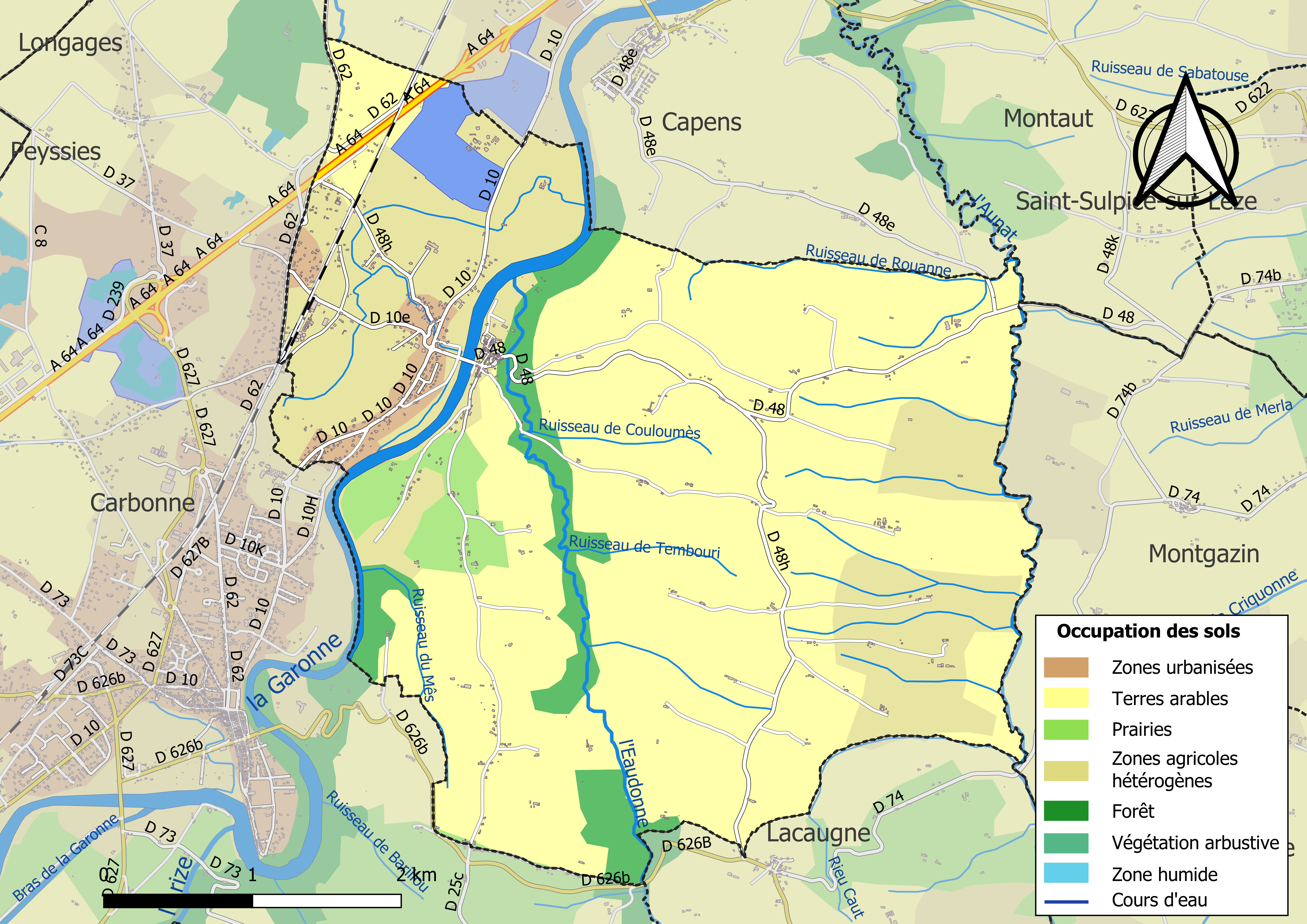
Carte des infrastructures et de l'occupation des sols de la commune en 2018 (CLC).

### Morphologie urbaine
L'essentiel des constructions est situé sur les bords la Garonne en rive gauche le village historique et en rive droite la plupart des nouvelles constructions dont la nouvelle mairie.

### Logement
L'urbanisation croissante s'explique par la périurbanisation due à la proximité de Toulouse, Marquefave faisant partie de son aire urbaine.

### Voies de communication et transports
- Par la route :  l'A64, sortie  28.
- Par le train : en gare de Carbonne ou gare de Longages-Noé sur la ligne Toulouse - Bayonne.

La ligne 359 du réseau Arc-en-Ciel relie le centre de la commune à la gare routière de Toulouse depuis Montesquieu-Volvestre, et la ligne 380 relie la commune à la gare routière de Toulouse également depuis Cazères.

### Risques naturels et technologiques
Marquefave est située sur une zone à risque d'inondation limité en bordure de la Garonne crue, ainsi qu'aux mouvements de terrain, affaissements et effondrements.
La commune est également concernée par un risque de séisme de 2/5 (faible).

## Histoire
Le village a été fortifié et fut habité à l'époque romaine, la présence d'une villa gallo-romaine en atteste.
En 1703, il devient seigneurie.

### Héraldique
(voir en PDD)

## Politique et administration

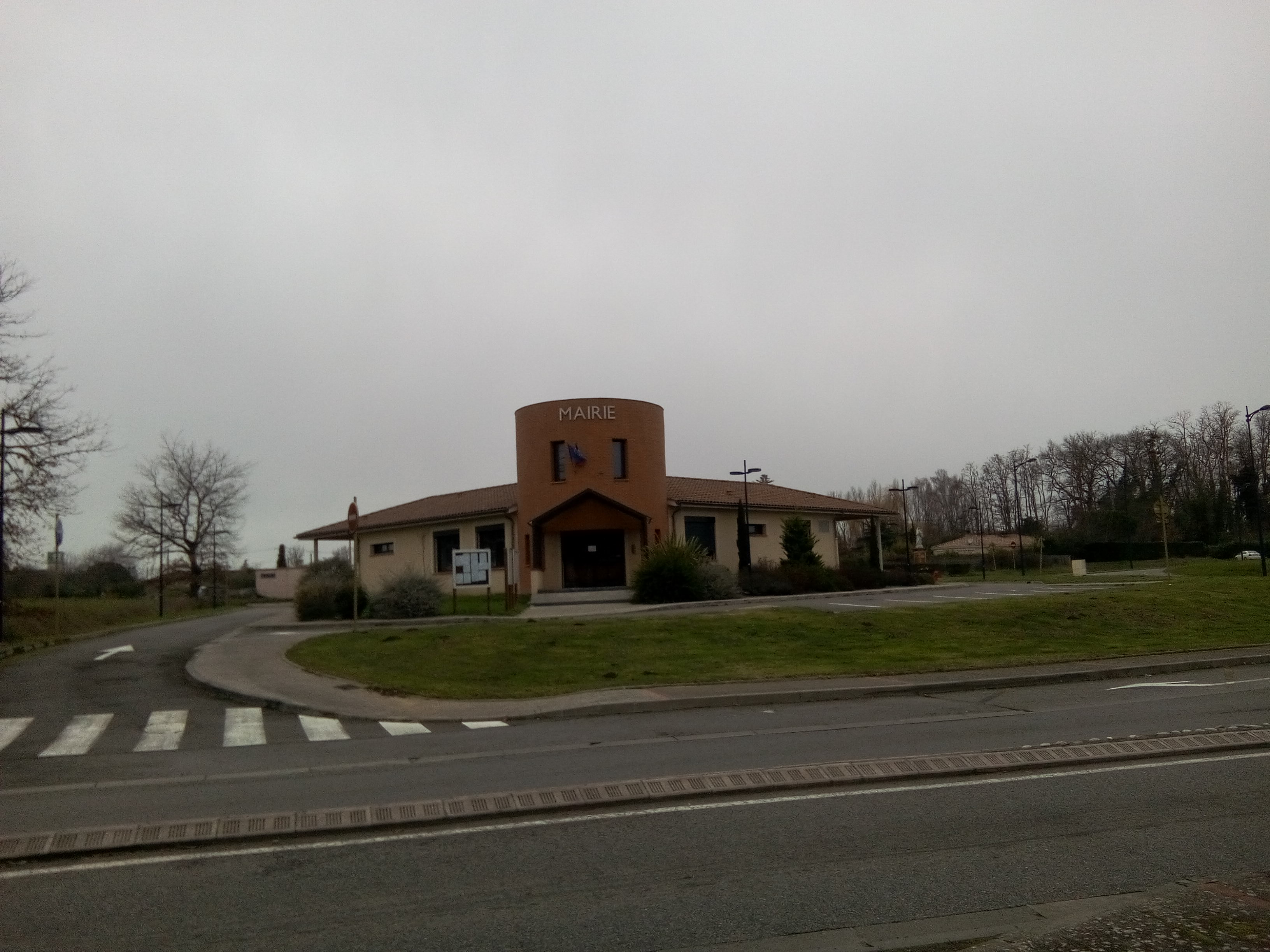
Mairie de Marquefave

### Administration municipale
Le nombre d'habitants au recensement de 2011 étant compris entre 500 et 1 499 habitants, le nombre de membres du conseil municipal pour l'élection de 2014 est de quinze,.

### Rattachements administratifs et électoraux
Commune faisant partie de la septième circonscription de la Haute-Garonne de la communauté de communes du Volvestre et du canton d'Auterive (avant le redécoupage départemental de 2014, Marquefave faisait partie de l'ex-canton de Carbonne).

### Liste des maires
| Période                                  | Période  | Identité          | Étiquette | Qualité                    |
| ---------------------------------------- | -------- | ----------------- | --------- | -------------------------- |
| avant 1988                               | ?        | Albert Darbas     |           |                            |
| 1997                                     | 2019     | Jean-Claude César | PS        | Retraité de l'enseignement |
| 2019                                     | En cours | Éric Payen        |           |                            |
| Les données manquantes sont à compléter. |          |                   |           |                            |

## Population et société

### Démographie
L'évolution du nombre d'habitants est connue à travers les recensements de la population effectués dans la commune depuis 1793. Pour les communes de moins de 10 000 habitants, une enquête de recensement portant sur toute la population est réalisée tous les cinq ans, les populations de référence des années intermédiaires étant quant à elles estimées par interpolation ou extrapolation. Pour la commune, le premier recensement exhaustif entrant dans le cadre du nouveau dispositif a été réalisé en 2008.

En 2022, la commune comptait 976 habitants, en évolution de −0,41 % par rapport à 2016 (Haute-Garonne : +8,02 %, France hors Mayotte : +2,11 %).
| 1793 | 1800 | 1806 | 1821 | 1831 | 1836 | 1841 | 1846 | 1851 |
| ---- | ---- | ---- | ---- | ---- | ---- | ---- | ---- | ---- |
| 639  | 542  | 680  | 678  | 756  | 861  | 823  | 817  | 855  |

| 1856 | 1861 | 1866 | 1872 | 1876 | 1881 | 1886 | 1891 | 1896 |
| ---- | ---- | ---- | ---- | ---- | ---- | ---- | ---- | ---- |
| 858  | 846  | 825  | 755  | 782  | 763  | 761  | 784  | 754  |

| 1901 | 1906 | 1911 | 1921 | 1926 | 1931 | 1936 | 1946 | 1954 |
| ---- | ---- | ---- | ---- | ---- | ---- | ---- | ---- | ---- |
| 750  | 803  | 726  | 610  | 612  | 607  | 584  | 655  | 639  |

| 1962 | 1968 | 1975 | 1982 | 1990 | 1999 | 2006 | 2008  | 2013  |
| ---- | ---- | ---- | ---- | ---- | ---- | ---- | ----- | ----- |
| 539  | 570  | 535  | 632  | 772  | 850  | 977  | 1 012 | 1 008 |

| 2018 | 2022 | - | - | - | - | - | - | - |
| ---- | ---- | - | - | - | - | - | - | - |
| 953  | 976  | - | - | - | - | - | - | - |

| selon la population municipale des années : | 1968 | 1975 | 1982 | 1990 | 1999 | 2006 | 2009 | 2013 |
| Rang de la commune dans le département      | 128  | 121  | 159  | 150  | 147  | 154  | 157  | 162  |
| Nombre de communes du département           | 592  | 582  | 586  | 588  | 588  | 588  | 589  | 589  |

## Culture locale et patrimoine

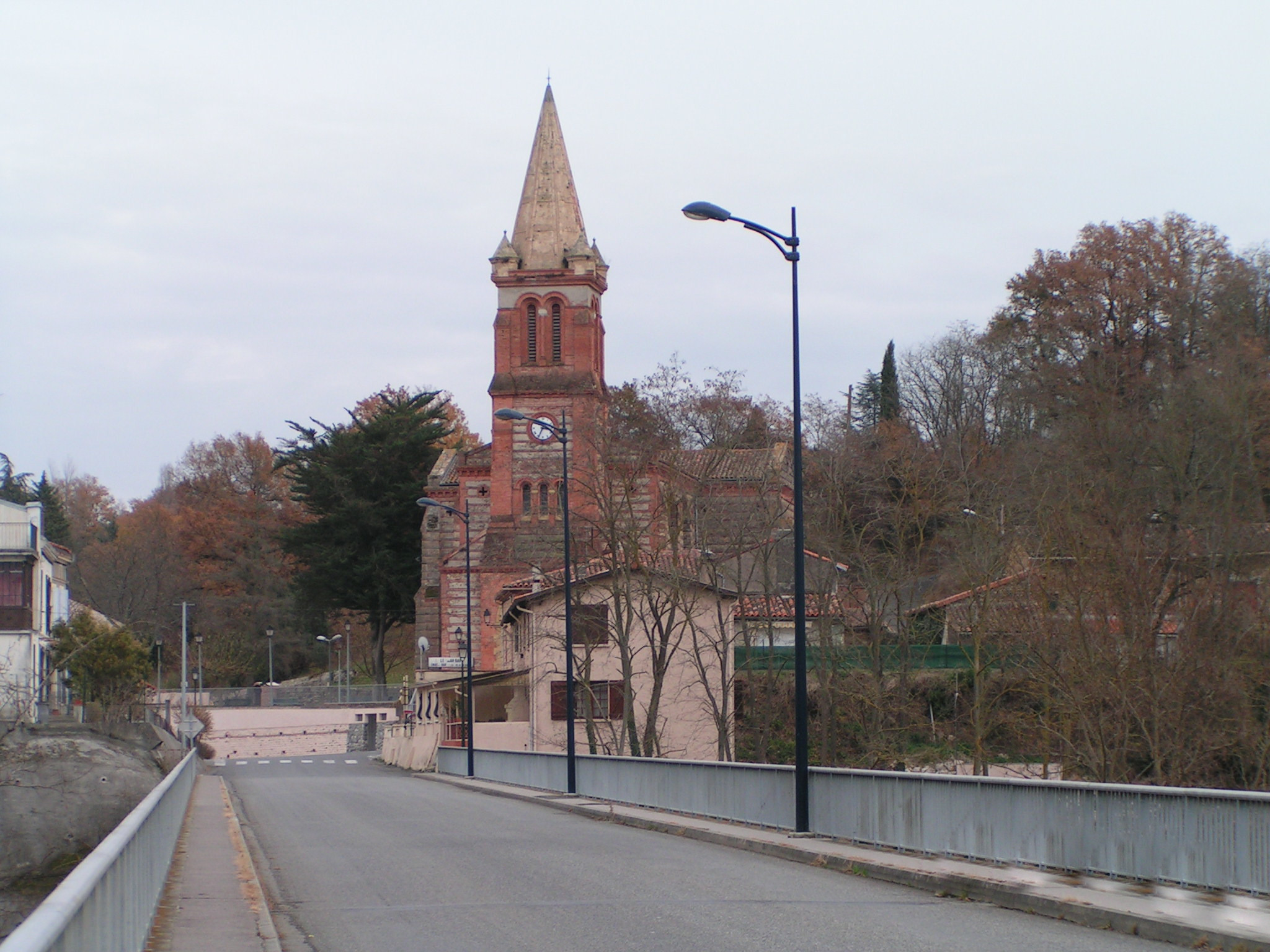
Église vue depuis le pont sur la Garonne.

### Lieux et monuments

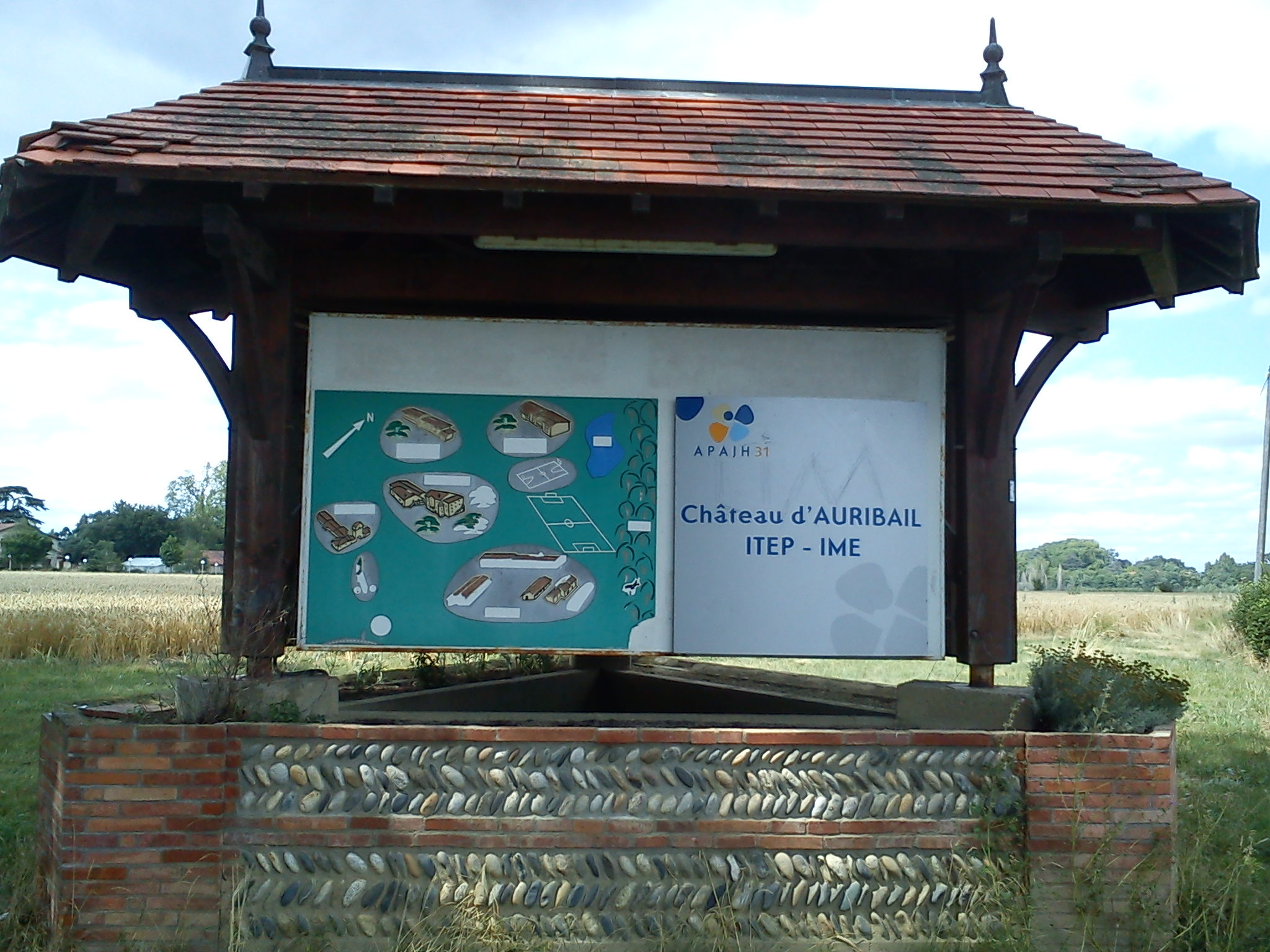
Plan du château d'Auribail à l'entrée.

- Château d'Auribail qui abrite un ITEP et un IME.
- Château de Laprade.
- Église Notre-Dame de Marquefave.
- Ruine d'une église de style roman.

Des fouilles archéologiques attestent l’existence d’une villa gallo-romaine[réf. souhaitée]

### Personnalités liées à la commune
- David Couzinet, joueur de rugby à XV, a vécu à Marquefave durant sa jeunesse.

## Économie

### Revenus
En 2018  (données Insee publiées en septembre 2021), la commune compte 396 ménages fiscaux, regroupant 975 personnes. La médiane du revenu disponible par unité de consommation est de 22 490 € (23 140 € dans le département).

### Emploi
|                | 2008  | 2013  | 2018  |
| -------------- | ----- | ----- | ----- |
| Commune        | 5,8 % | 8,9 % | 8,2 % |
| Département    | 7,7 % | 9,6 % | 9,3 % |
| France entière | 8,3 % | 10 %  | 10 %  |

En 2018, la population âgée de 15 à 64 ans s'élève à 624 personnes, parmi lesquelles on compte 78,7 % d'actifs (70,5 % ayant un emploi et 8,2 % de chômeurs) et 21,3 % d'inactifs,. Depuis 2008, le taux de chômage communal (au sens du recensement) des 15-64 ans est inférieur à celui de la France et du département.
La commune fait partie de la couronne de l'aire d'attraction de Toulouse, du fait qu'au moins 15 % des actifs travaillent dans le pôle,. Elle compte 186 emplois en 2018, contre 202 en 2013 et 210 en 2008. Le nombre d'actifs ayant un emploi résidant dans la commune est de 445, soit un indicateur de concentration d'emploi de 41,9 % et un taux d'activité parmi les 15 ans ou plus de 61,4 %.
Sur ces 445 actifs de 15 ans ou plus ayant un emploi, 44 travaillent dans la commune, soit 10 % des habitants. Pour se rendre au travail, 90,3 % des habitants utilisent un véhicule personnel ou de fonction à quatre roues, 4,3 % les transports en commun, 3,2 % s'y rendent en deux-roues, à vélo ou à pied et 2,2 % n'ont pas besoin de transport (travail au domicile).

### Activités hors agriculture

#### Secteurs d'activités
80 établissements sont implantés  à Marquefave au 31 décembre 2019. Le tableau ci-dessous en détaille le nombre par secteur d'activité et compare les ratios avec ceux du département,.
| Secteur d'activité                                                                                        | Commune | Commune | Département |
| Secteur d'activité                                                                                        | Nombre  | %       | %           |
| --- | ------- | ------- | ----------- |
| Ensemble                                                                                                  | 80      | 100 %   | (100 %)     |
| Industrie manufacturière, industries extractives et autres                                                | 7       | 8,8 %   | (5,7 %)     |
| Construction                                                                                              | 21      | 26,3 %  | (12 %)      |
| Commerce de gros et de détail, transports, hébergement et restauration                                    | 15      | 18,8 %  | (25,9 %)    |
| Information et communication                                                                              | 2       | 2,5 %   | (4,1 %)     |
| Activités financières et d'assurance                                                                      | 2       | 2,5 %   | (3,8 %)     |
| Activités immobilières                                                                                    | 2       | 2,5 %   | (4,2 %)     |
| Activités spécialisées, scientifiques et techniques et activités de services administratifs et de soutien | 14      | 17,5 %  | (19,8 %)    |
| Administration publique, enseignement, santé humaine et action sociale                                    | 10      | 12,5 %  | (16,6 %)    |
| Autres activités de services                                                                              | 7       | 8,8 %   | (7,9 %)     |

Le secteur de la construction est prépondérant sur la commune puisqu'il représente 26,3 % du nombre total d'établissements de la commune (21 sur les 80 entreprises implantées  à Marquefave), contre 12 % au niveau départemental.

#### Entreprises et commerces
Les deux entreprises ayant leur siège social sur le territoire communal qui génèrent le plus de chiffre d'affaires en 2020 sont : 
- Evenementis Toulouse, organisation de foires, salons professionnels et congrès (783 k€)
- Horses Careers, activités de soutien à la production animale (57 k€)

### Agriculture
La commune est dans le Volvestre, une petite région agricole localisée dans l'est du département de la Haute-Garonne, constituée de collines de terrefort à fortes pentes autrefois consacrées à l’élevage s’orientent aujourd’hui vers les grandes cultures. En 2020, l'orientation technico-économique de l'agriculture  sur la commune est la culture de céréales et/ou d'oléoprotéagineuses.
|               | 1988  | 2000  | 2010  | 2020  |
| ------------- | ----- | ----- | ----- | ----- |
| Exploitations | 30    | 24    | 21    | 14    |
| SAU (ha)      | 1 525 | 1 257 | 1 289 | 1 085 |

Le nombre d'exploitations agricoles en activité et ayant leur siège dans la commune est passé de 30 lors du recensement agricole de 1988  à 24 en 2000 puis à 21 en 2010 et enfin à 14 en 2020, soit une baisse de 53 % en 32 ans. Le même mouvement est observé à l'échelle du département qui a perdu pendant cette période 57 % de ses exploitations,. La surface agricole utilisée sur la commune a également diminué, passant de 1 525 ha en 1988 à 1 085 ha en 2020. Parallèlement la surface agricole utilisée moyenne par exploitation a augmenté, passant de 51 à 78 ha.

## Vie pratique

### Service public
Pour les services publics ils sont situés sur la commune voisine de Carbonne.

### Enseignement
Marquefave fait partie de l'académie de Toulouse.
L'éducation est assurée par un regroupement pédagogique intercommunal sur les communes de Lacaugne (CM1 & CM2) et sur la commune (maternelle & primaire), l'enseignement secondaire se fait au Collège de Carbonne. Un service de ramassage scolaire y est assuré.
Sur la commune, il existe aussi une crèche intercommunale.

### Culture et festivité
Comité des fêtes, école de musique, salle des fêtes, maison des associations, médiathèque,

### Activités sportives
Chasse, gymnastique, tennis, pétanque, pilates

### Écologie et recyclage
La collecte et le traitement des déchets des ménages et des déchets assimilés ainsi que la protection et la mise en valeur de l'environnement se font dans le cadre de la communauté de communes du Volvestre.
Il existe une déchèterie sur la commune de Carbonne en limite de la commune de Peyssies.

## Pour approfondir